# Loomis (Californie)
Pour les articles homonymes, voir Loomis.
Loomis est une localité américaine située dans le comté de Placer, en Californie.

## Démographie
| 1970  | 1980  | 1990  | 2000  | 2010  | - |
| ----- | ----- | ----- | ----- | ----- | - |
| 1 108 | 1 284 | 5 705 | 6 260 | 6 430 | - |